# Siegfried Hoffheinz
Siegfried Hoffheinz (* 12. August 1892 in Königsberg i. Pr.; † 20. September 1952 in Bad Oeynhausen) war ein deutscher Chirurg, Hochschullehrer und Sanitätsoffizier.

## Leben
Als Sohn eines praktischen Arztes rückte Hoffheinz 1911 als Einjährig-Freiwilliger beim Grenadier-Regiment „König Friedrich Wilhelm I.“ (2. Ostpreußischen) Nr. 3 ein. Zugleich wurde er im Corps Littuania aktiv. Als Medizinstudent diente er im Ersten Weltkrieg als Feldunterarzt und Feldhilfsarzt bei der Truppe und in Lazaretten. Er machte 1919 das Staatsexamen und wurde im selben Jahr als Arzt approbiert. Als Volontär- und Assistenzarzt kam er zu Walther Kausch in die I. Chirurgische Abteilung des Augusta Viktoria-Krankenhauses in Berlin-Schöneberg. 1920 wurde er an der Friedrich-Wilhelms-Universität zum Dr. med. promoviert. 1922 ging er zu Otto Lubarsch in die Pathologie der Charité. Er kehrte 1925 in die Chirurgie zurück und arbeitete bei Erwin Payr an der Universität Leipzig. Er habilitierte sich 1930 und wurde 1933 Oberarzt. Zum 1. Mai 1933 trat er der NSDAP bei (Mitgliedsnummer 2.984.767). Er war auch Mitglied der SA, des NSKK und des NSDÄB. 1935 kehrte er in seine Heimatstadt zurück, als Chefarzt im Städtischen Krankenhaus Königsberg. Die Albertus-Universität ernannte ihn 1936 zum a.o. Professor. Als Reserveoffizier dem Wehrkreis I in Königsberg unterstellt, diente er im Zweiten Weltkrieg als Oberstarzt d. R. im Heer der Wehrmacht. Mit Arthur Läwen war er Beratender Chirurg der (ostpreußischen) 2. Armee. Im Deutsch-Sowjetischen Krieg befasste er sich mit Fleckfieber, Erfrierungen, Blutersatz und Sulfonamiden. In der Nachkriegszeit in Deutschland lebte er in Bad Oeynhausen. Littuanias Nachfolgecorps Albertina (Hamburg) verlieh ihm 1952 das Band.

## Werke
- Über die Anwendung der Payrschen Pepsin-Pregl-Lösung zur Beseitigung durch krankhafte Veränderungen der Vorsteherdrüse bedingter Harnverhaltung. Archiv für klinische Chirurgie 198 (1926), S. 231–249, doi:10.1007/BF02795209
- Lipoidstudien an der Leber, zugleich ein Beitrag zur Frage postmortal bedingter Lipoidveränderungen. Virchows Archiv für pathologische Anatomie und Physiologie und für klinische Medizin. 260 (1926), S. 493–520
- Experimentelle Studie über den Einfluß der Nervenfunktionsstörung auf die Gelenkentzündung und Gelenkresorption. Springer 1931. eingeschränkte Vorschau in der Google-Buchsuche
- Die Luft- und Fettembolie. Stuttgart 1933. eingeschränkte Vorschau in der Google-Buchsuche
- Ueber die Torsion des Samenstranges als Komplikation der Retentio inguinalis testis. eingeschränkte Vorschau in der Google-Buchsuche